# 씀바귀
씀바귀(영어: Ixeridium dentatum 또는 toothed ixeridium)는 국화과에 속하며 산과 들의 풀밭에서 자라는 여러해살이풀이다. 쓴 맛이 나서 씀바귀라고 부른다. 한국·중국·일본 등에 분포한다.

## 생태
높이 25-50cm로 위에서 가지가 갈라진다. 잎은 뿌리에서 나온 것은 대가 있고 줄기에 달린 것은 잎자루가 없으며 가장자리에 치아상의 톱니가 있다. 꽃은 5-7월에 피고 황색이며 설상화는 보통 5개씩이지만 많은 것도 있다 수과에 10개의 능선이 있고 관모는 연한 황색이다.
품종으로 백색 꽃이 피는 흰씀바귀(Ixeridium dentatum for. albiflora (Makino) H.Hara)가 있다.

## 쓰임새
쓴맛이 있으나 이른 봄에 뿌리와 어린순을 나물로 먹고 성숙한 것은 한방에서 진정제로 쓴다. 알리파틱과 시나로사이드(cynaroside or luteoloside) 성분은 항암 및 항알레르기 치료에도 효과가 있다.